# Космическая программа Азербайджана
Космическая программа Азербайджана — программа правительства Азербайджана по развитию космического потенциала.
«Азеркосмос», первый спутниковый оператор на Южном Кавказе, был создан указом № 885 Президента Азербайджана от 3 мая 2010 года с целью обеспечения выполнения работ по подготовке, запуску телекоммуникационных спутников, управленческих и эксплуатационных работ.
7 февраля 2013 года Азербайджан запустил в космос первый искусственный спутник Azerspace-1.

## История

### Период Азербайджанской ССР

Шемахинская астрофизическая обсерватория

В 1927 году был решен вопрос о проведении астрономических экспедиций в Азербайджанской ССР с целью выбора южной региональной наблюдательной станции Ленинградского астрономического института. С этой целью в июле-августе 1930 года сотрудники института А. В. Марков и В. Б. Никонов, сотрудник Азербайджанского научного общества И. А.[уточнить] Вместе с Бенашвили он изучал астроклимат в Степанакерте, Шуше и Лачине, но отсутствие безоблачных ночей отговорило их от этой идеи. В результате было принято решение продолжить наблюдения в других горных районах Азербайджана с целью выбора пункта астрономических наблюдений. Однако нехватка местных кадров не позволила организовать длительную наблюдательную работу.
Хабибулла Мамедбейли, окончивший в 1938 году физико-математический факультет Ленинградского государственного университета, преподавал астрономию на родном языке в Бакинском государственном университете, готовил учебники в этой области, широко пропагандировал астрономию. В 1946—1949 годах под его руководством в различных районах Азербайджана (Кельбаджар, Хызы, Дашкесан, осуществлённые им экспедиции в Шемаху и другие районы) помогли выбрать место будущей обсерватории в республике и сформировали специалистов в области астрономии.
Для определения места будущей обсерватории Институтом физики и математики Азербайджанской ССР в марте 1953 года были организованы экспедиции под руководством Гаджибека Султанова, и было принято окончательное решение о подходящем месте в Шемахе. сделано в июне того же года. В 1959 году по решению Совета министров Азербайджанской ССР на базе Астрофизического сектора и его Пиргульской астрономической станции была создана Шемахинская астрофизическая обсерватория. С 1960 года эта обсерватория была включена в состав академии наук Азербайджанской ССР как самостоятельный научно-исследовательский институт.
С 7 по 13 октября 1973 года в Баку проведён 24 международный конгресс астронавтики.
С 1974 года Национальное аэрокосмическое агентство Азербайджана функционировало как научный центр «Каспий» в составе Национальной академии наук Азербайджана. В 1981 году на его базе было создано Научно-производственное объединение космических исследований (НПОКИ).
В 1977 году азербайджанский мугам был отправлен в космос благодаря спутнику «Вояджер-1», принадлежащему НАСА. Золотая пластинка «Вояджера», изготовленная американским астрономом Карл Саганом, также содержала композицию под названием «Мугам» (иногда называемую «мелодией Чахарга»), которую Кямиль Джалилов исполнил на балабане.
Азербайджанский астроном и астрофизик Надир Ибрагимов добился больших успехов в изучении планет (Марса, Венеры и спутника Юпитера Ио) в результате своих наблюдений на 2-метровом телескопе Шемахинской астрофизической обсерватории. Он сделал крупномасштабные множественные изображения планеты Марс во время ее великого противостояния (кратчайшее расстояние между Землей и Марсом) и нанес планету на карту. На Генеральной ассамблее Международного астрономического союза в Патрах, Греция, в августе 1982 года  в его честь был назван кратер на поверхности Марса. Кратер диаметром 87 км расположен к востоку от плато Тавмасия.

### Современный период
АМАКА была создана на базе НПОКИ Указом Президента Азербайджанской Республики № 580 от 21 февраля 1992 года. Указом № 463 Президента Азербайджанской Республики от 27 сентября 2006 года «АМАКА» (позже «МАКА») была подчинена Министерству оборонной промышленности Азербайджанской Республики.
Со 2 по 6 октября 2023 года в Баку был проведён 74-й международный конгресс астронавтики

## Спутниковые программы Азербайджана

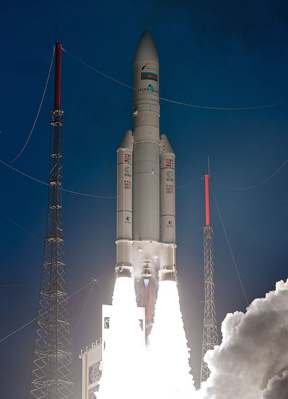
Azerspace-1 Запуск искусственного спутника Земли с космодрома Куру

4 ноября 2008 года принято распоряжение президента Азербайджана «О создании в Азербайджанской Республике космической промышленности и выводе на орбиту телекоммуникационных спутников».
17 августа 2009 года утверждена государственная программа по созданию и развитию космической промышленности в Азербайджане.
3 мая 2010 года учреждено ОАО «Азеркосмос». Перед «Азеркосмос» была поставлена специальная задача, связанная с производством и запуском телекоммуникационного спутника, а также созданием основного и резервного Центр управления спутниками Земли.
«Азеркосмос», первый спутниковый оператор в Азербайджане и на Южном Кавказе, осуществляет деятельность в направлении предоставления услуг телерадиовещания и телекоммуникаций в стране, а также предоставления высоконадежных коммуникационных платформ, отвечающих требованиям государственных и корпоративных клиентов.
7 февраля 2013 года Азербайджан запустил свой первый искусственный спутник Azerspace-1. Взлёт с космодрома Куру во Французской Гвиане состоялся между 01:36 и 02:20 ночи. Спутник называется Azerspace-1/Africasat-1a, потому что его покрытие охватывает Центральную Азию, Европу и Африку. На создание спутника было потрачено 230 миллионов манат. 15 процентов этой суммы было выплачено из государственного бюджета, остальное — за счет кредитов. Кредиты в размере 98 млн долларов США были взяты у французского Экспортно-кредитного агентства «COFACE» и 116,6 млн долларов США у банка «BNP Paribas» под гарантию Экспортно-импортного банка США (US Em-Im).
30 июня 2014 года из космического центра им. Сатиша Дхавана Азербайджан запустил на орбиту спутник наблюдения «Azersky». Спутник стоимостью 157 миллионов евро в основном служит обороне и безопасности Азербайджана.
Третий спутник Azerspace-2 был запущен в космос 25 сентября 2018 года. Запущенный с космодрома Куру во Французской Гвиане спутник вышел на орбиту в 2:38 ночи 26 сентября. Стоимость спутника составляет 190 миллионов долларов США.

### Иные программы
5 апреля 2024 года компанией «Азеркосмос» представлена платформа для измерения изменения климата из космоса. Это первая подобная платформа в Азербайджане.

## Список проектов и достижений
Космическая программа Азербайджана реализовала ряд проектов:
- Azerspace-1 (спутник связи)
- Azerspace-2 (спутник связи)
- Azersky[англ.] (спутник наблюдения)